# Skurups distrikt
Skurups distrikt är ett distrikt i Skurups kommun och Skåne län. 
Distriktet ligger omkring Skurup. 

## Tidigare administrativ tillhörighet
Distriktet inrättades 2016 och utgörs av området Skurups köping omfattade till 1971 och vari socknarna Skurup och Hassle-Bösarp uppgått 1949 respektive 1952.
Området motsvarar den omfattning Skurups församling hade 1999/2000 och fick 1995 när socknarnas församlingar gick samman.